# Sport Club Fortuna Köln 1988-1989
Questa voce raccoglie le informazioni riguardanti il Sport Club Fortuna Köln nelle competizioni ufficiali della stagione 1988-1989.

## Stagione
Nella stagione 1988-1989 il Fortuna Colonia, allenato da Hannes Linßen, concluse il campionato di 2. Bundesliga al 4º posto. In Coppa di Germania il Fortuna Colonia fu eliminato agli ottavi di finale dal Werder Brema.

## Rosa
| N. |                     | Ruolo | Calciatore        |
| -- | ------------------- | ----- | ----------------- |
|    | Germania (bandiera) | P     | Frank Agaciak     |
|    | Polonia (bandiera)  | P     | Jacek Jarecki     |
|    | Germania (bandiera) | D     | Friedhelm Frenken |
|    | Germania (bandiera) | D     | Dirk Hielscher    |
|    | Germania (bandiera) | D     | Dirk Hupe         |
|    | Germania (bandiera) | D     | Günter Hutwelker  |
|    | Germania (bandiera) | D     | Peter Ritter      |
|    | Germania (bandiera) | C     | Ralf Aussem       |
|    | Ghana (bandiera)    | C     | Anthony Baffoe    |
|    | Germania (bandiera) | C     | Stefan Engels     |
|    | Germania (bandiera) | C     | Hans-Jürgen Gede  |

| N. |                        | Ruolo | Calciatore          |
| -- | ---------------------- | ----- | ------------------- |
|    | Germania (bandiera)    | C     | Michael Hägele      |
|    | Germania (bandiera)    | C     | Victor Lopes        |
|    | Germania (bandiera)    | C     | Jürgen Niggemann    |
|    | Germania (bandiera)    | C     | Christiaan Pförtner |
|    | Germania (bandiera)    | C     | Hartmut Pitten      |
|    | Germania (bandiera)    | C     | Dirk Rehbein        |
|    | Germania (bandiera)    | C     | Peter Seufert       |
|    | Germania (bandiera)    | A     | Uwe Fuchs           |
|    | Germania (bandiera)    | A     | Matthias Hamann     |
|    | Inghilterra (bandiera) | A     | Tony Woodcock       |

## Organigramma societario
Area tecnica
- Allenatore: Hannes Linßen
- Allenatore in seconda:
- Preparatore dei portieri:
- Preparatori atletici:

## Calciomercato

### Sessione estiva
| Acquisti | Acquisti      | Acquisti          | Acquisti |
| R.       | Nome          | da                | Modalità |
| -------- | ------------- | ----------------- | -------- |
| D        | Dirk Hupe     | Borussia Dortmund |          |
| C        | Victor Lopes  | Ulma              |          |
| C        | Dirk Rehbein  | Bayer Leverkusen  |          |
| C        | Peter Seufert | Union Solingen    |          |
| A        | Tony Woodcock | Colonia           |          |

| Cessioni | Cessioni       | Cessioni | Cessioni |
| R.       | Nome           | a        | Modalità |
| -------- | -------------- | -------- | -------- |
| A        | Uwe Helmes     | Siegen   |          |
| C        | Christos Orkas | Īraklīs  |          |

### Sessione invernale
| Acquisti | Acquisti        | Acquisti             | Acquisti |
| R.       | Nome            | da                   | Modalità |
| -------- | --------------- | -------------------- | -------- |
| C        | Stefan Engels   | Colonia              |          |
| D        | Peter Ritter    | Alemannia Aquisgrana |          |
| A        | Matthias Hamann | Bayern Monaco        |          |

| Cessioni | Cessioni | Cessioni | Cessioni |
| R.       | Nome     | a        | Modalità |
| -------- | -------- | -------- | -------- |

## Risultati

### 2. Bundesliga

#### Girone di andata
| Arbitro: | Rubel |

|                            |           |  |
| Ellmerich 13’ Herrmann 77’ | Marcatori |  |

| Arbitro: | Steinborn |

|                     |           |  |
| Hupe 63’ Baffoe 87’ | Marcatori |  |

| Arbitro: | Wolf |

|                        |           |                         |
| Becker 43’ Schäfer 84’ | Marcatori | 38’ Niggemann 78’ Fuchs |

| Arbitro: | Wiesel |

|                              |           |               |
| Fuchs 11’, 17’ Niggemann 34’ | Marcatori | 76’ Schneider |

| Arbitro: | Kriegelstein |

|            |           |                                  |
| Kügler 56’ | Marcatori | 35’ Niggemann 70’ Gede 77’ Fuchs |

| Arbitro: | Diekert |

|                                      |           |  |
| Fuchs 36’ Niggemann 48’ Woodcock 78’ | Marcatori |  |

| Arbitro: | Birlenbach |

|                    |           |                  |
| Lay 17’ Moutas 45’ | Marcatori | 76’ (rig.) Fuchs |

| Arbitro: | Albrecht |

|                            |           |                    |
| Fuchs 3’, 86’ Woodcock 45’ | Marcatori | 34’ (rig.) Vorholt |

| Arbitro: | Correll |

|                          |           |           |
| Gartmann 53’ Dinauer 72’ | Marcatori | 85’ Fuchs |

| Arbitro: | Dellwing |

|           |           |                               |
| Fuchs 67’ | Marcatori | 7’ Klinkert 10’ (rig.) Müller |

| Arbitro: | Ren |

|                                        |           |          |
| Preetz 10’ Krümpelmann 45’ Demandt 80’ | Marcatori | 58’ Hupe |

| Arbitro: | Schneider |

|                                         |           |  |
| Aussem 14’ Fuchs 48’, 56’ Niggemann 64’ | Marcatori |  |

| Arbitro: | Brückner |

|  |           |              |
|  | Marcatori | 64’ Pförtner |

| Arbitro: | Lehnardt |

|                                   |           |  |
| Fuchs 31’ (rig.), 33’ Seufert 59’ | Marcatori |  |

| Arbitro: | Berg |

|            |           |                                                               |
| Kramer 43’ | Marcatori | 36’ Pförtner 39’, 52’, 60’ Fuchs 50’ Seufert 80’ (aut.) Sandt |

| Arbitro: | Barnick |

|                                 |           |  |
| Hupe 10’ Pförtner 30’ Fuchs 56’ | Marcatori |  |

| Arbitro: | Osmers |

|                                        |           |                    |
| Heskamp 26’ Helmer 45’ Jursch 63’, 85’ | Marcatori | 76’ Lopes 78’ Hupe |

| Arbitro: | Fröhlich |

|                         |           |  |
| Pförtner 48’ Baffoe 90’ | Marcatori |  |

| Arbitro: | Tritschler |

|                                     |           |  |
| Greiser 9’ Kurtenbach 75’ Gries 79’ | Marcatori |  |

#### Girone di ritorno
| Arbitro: | Retzmann |

|                      |           |  |
| Baffoe 44’ Lopes 77’ | Marcatori |  |

| Arbitro: | Broska |

|  |           |                               |
|  | Marcatori | 51’ (rig.), 90’ (rig.) Baffoe |

| Arbitro: | Gochermann |

|                              |           |  |
| Niggemann 9’ Engels 60’, 71’ | Marcatori |  |

| Arbitro: | Wolf |

|                       |           |  |
| Wolff 50’ Jałocha 62’ | Marcatori |  |

| Arbitro: | Neumann |

|                                                 |           |                                                                |
| Baffoe 13’ Pförtner 45’, 51’ Niggemann 49’, 73’ | Marcatori | 3’, 79’ Tschiskale 20’, 27’ Buckmaier 82’ Banach 87’ Emmerling |

| Arbitro: | Bruch |

|           |           |            |
| Weber 66’ | Marcatori | 53’ Aussem |

| Arbitro: | Eli |

|            |           |               |
| Engels 17’ | Marcatori | 50’ Schweizer |

| Arbitro: | Mölm |

|             |           |            |
| Sulmann 15’ | Marcatori | 75’ Hamann |

| Arbitro: | Strigel |

|                       |           |                  |
| Woodcock 33’ Hupe 58’ | Marcatori | 12’ Schlumberger |

| Arbitro: | Steinborn |

|                                     |           |                          |
| Klinkert 54’ Müller 62’ Wassmer 80’ | Marcatori | 25’, 60’ Engels 35’ Gede |

| Arbitro: | Brückner |

|                                               |           |             |
| Woodcock 46’ Fuchs 57’ Pförtner 59’ Lopes 70’ | Marcatori | 90’ Demandt |

| Arbitro: | Merk |

|                                    |           |            |
| Zschau 3’ Sitek 39’ Sendscheid 62’ | Marcatori | 73’ Hamann |

| Arbitro: | Rubel |

|                                  |           |                         |
| Engels 36’ Rehbein 53’ Fuchs 72’ | Marcatori | 28’ Holdorf 56’ Schmidt |

| Arbitro: | Ren |

|                                  |           |                                                   |
| Röber 3’ Biagioli 13’ Helmig 34’ | Marcatori | 27’ Woodcock 29’ Pförtner 54’ Hielscher 61’ Fuchs |

| Arbitro: | Wiesel |

|                        |           |  |
| Pförtner 63’ Fuchs 87’ | Marcatori |  |

| Arbitro: | Correll |

|                        |           |              |
| Blättel 32’ Trares 64’ | Marcatori | 53’ Pförtner |

| Arbitro: | Schmidt |

|                   |           |                              |
| Engels 56’ (rig.) | Marcatori | 10’, 32’ Neidhart 90’ Helmer |

| Arbitro: | Harder |

|                                    |           |                       |
| Szesni 26’ Gothe 45’ Hach 54’, 68’ | Marcatori | 38’ Pförtner 80’ Hupe |

| Arbitro: | Amerell |

|              |           |  |
| Pförtner 54’ | Marcatori |  |

### Coppa di Germania
| Arbitro: | Löwer |

|              |           |  |
| Woodcock 38’ | Marcatori |  |

| Arbitro: | Broska |

|                              |           |                             |
| Kremer 40’ Klock 118’ (rig.) | Marcatori | 67’ Niggemann 107’ Woodcock |

| Arbitro: | Werner |

|                                              |           |                 |
| Niggemann 13’, 89’ Baffoe 53’ Fuchs 71’, 79’ | Marcatori | 60’, 70’ Kremer |

| Arbitro: | Steinborn |

|                                    |           |                  |
| Neubarth 30’, 95’ Burgsmüller 116’ | Marcatori | 4’ (rig.) Baffoe |

## Statistiche

### Statistiche di squadra
| Competizione      | Punti | In casa | In casa | In casa | In casa | In casa | In casa | In trasferta | In trasferta | In trasferta | In trasferta | In trasferta | In trasferta | Totale | Totale | Totale | Totale | Totale | Totale | DR  |
| Competizione      | Punti | G       | V       | N       | P       | Gf      | Gs      | G            | V            | N            | P            | Gf           | Gs           | G      | V      | N      | P      | Gf     | Gs     | DR  |
| ----------------- | ----- | ------- | ------- | ------- | ------- | ------- | ------- | ------------ | ------------ | ------------ | ------------ | ------------ | ------------ | ------ | ------ | ------ | ------ | ------ | ------ | --- |
| 2. Bundesliga     | 45    | 19      | 15      | 1       | 3       | 48      | 18      | 19           | 5            | 4            | 10           | 32           | 39           | 38     | 20     | 5      | 13     | 80     | 57     | +23 |
| Coppa di Germania | -     | 2       | 2       | 0       | 0       | 6       | 2       | 2            | 0            | 1            | 1            | 3            | 5            | 4      | 2      | 1      | 1      | 9      | 7      | +2  |
| Totale            | 45    | 21      | 17      | 1       | 3       | 54      | 20      | 21           | 5            | 5            | 11           | 35           | 44           | 42     | 22     | 6      | 14     | 89     | 64     | +25 |

### Andamento in campionato
| Giornata  | 1  | 2 | 3  | 4 | 5 | 6 | 7 | 8 | 9 | 10 | 11 | 12 | 13 | 14 | 15 | 16 | 17 | 18 | 19 | 20 | 21 | 22 | 23 | 24 | 25 | 26 | 27 | 28 | 29 | 30 | 31 | 32 | 33 | 34 | 35 | 36 | 37 | 38 |
| --------- | -- | - | -- | - | - | - | - | - | - | -- | -- | -- | -- | -- | -- | -- | -- | -- | -- | -- | -- | -- | -- | -- | -- | -- | -- | -- | -- | -- | -- | -- | -- | -- | -- | -- | -- | -- |
| Luogo     | T  | C | T  | C | T | C | T | C | T | C  | T  | C  | T  | C  | T  | C  | T  | C  | T  | C  | T  | C  | T  | C  | T  | C  | T  | C  | T  | C  | T  | C  | T  | C  | T  | C  | T  | C  |
| Risultato | P  | V | N  | V | V | V | P | V | P | P  | P  | V  | V  | V  | V  | V  | P  | V  | P  | V  | V  | V  | P  | P  | N  | N  | N  | V  | N  | V  | P  | V  | V  | V  | P  | P  | P  | V  |
| Posizione | 19 | 9 | 10 | 6 | 5 | 3 | 4 | 4 | 6 | 8  | 9  | 8  | 6  | 5  | 4  | 1  | 3  | 2  | 3  | 1  | 1  | 1  | 1  | 3  | 4  | 3  | 4  | 3  | 2  | 2  | 2  | 2  | 2  | 1  | 1  | 3  | 4  | 4  |

Legenda:

Luogo: C = Casa; T = Trasferta. Risultato: V = Vittoria; N = Pareggio; P = Sconfitta.

### Statistiche dei giocatori
| Giocatore    | 2. Bundesliga | 2. Bundesliga | 2. Bundesliga | 2. Bundesliga | Coppa di Germania | Coppa di Germania | Coppa di Germania | Coppa di Germania | Totale   | Totale | Totale      | Totale     |
| Giocatore    | Presenze      | Reti          | Ammonizioni   | Espulsioni    | Presenze          | Reti              | Ammonizioni       | Espulsioni        | Presenze | Reti   | Ammonizioni | Espulsioni |
| ------------ | ------------- | ------------- | ------------- | ------------- | ----------------- | ----------------- | ----------------- | ----------------- | -------- | ------ | ----------- | ---------- |
| F. Agaciak   | 11            | 0             | 0             | 0             | 2                 | 0                 | 0                 | 0                 | 13       | 0      | 0           | 0          |
| R. Aussem    | 33            | 2             | 9             | 0             | 4                 | 0                 | 0                 | 0                 | 37       | 2      | 9           | 0          |
| A. Baffoe    | 36            | 6             | 2             | 0             | 4                 | 2                 | 0                 | 0                 | 40       | 8      | 2           | 0          |
| S. Engels    | 15            | 7             | 0             | 0             | 0                 | 0                 | 0                 | 0                 | 15       | 7      | 0           | 0          |
| F. Frenken   | 13            | 0             | 1             | 0             | 2                 | 0                 | 0                 | 0                 | 15       | 0      | 1           | 0          |
| U. Fuchs     | 31            | 22            | 3             | 0             | 4                 | 2                 | 1                 | 0                 | 35       | 24     | 4           | 0          |
| H. Gede      | 37            | 2             | 5             | 0             | 3                 | 0                 | 0                 | 0                 | 40       | 2      | 5           | 0          |
| M. Hamann    | 11            | 2             | 2             | 0             | 0                 | 0                 | 0                 | 0                 | 11       | 2      | 2           | 0          |
| D. Hielscher | 26            | 1             | 5             | 0             | 2                 | 0                 | 0                 | 0                 | 28       | 1      | 5           | 0          |
| D. Hupe      | 38            | 6             | 3             | 0             | 4                 | 0                 | 1                 | 0                 | 42       | 6      | 4           | 0          |
| G. Hutwelker | 25            | 0             | 6             | 0             | 4                 | 0                 | 0                 | 0                 | 29       | 0      | 6           | 0          |
| M. Hägele    | 4             | 0             | 0             | 0             | 1                 | 0                 | 0                 | 0                 | 5        | 0      | 0           | 0          |
| J. Jarecki   | 27            | 0             | 3             | 0             | 2                 | 0                 | 0                 | 0                 | 29       | 0      | 3           | 0          |
| V. Lopes     | 21            | 3             | 5             | 0             | 4                 | 0                 | 0                 | 0                 | 25       | 3      | 5           | 0          |
| J. Niggemann | 37            | 8             | 5             | 0             | 4                 | 3                 | 0                 | 0                 | 41       | 11     | 5           | 0          |
| C. Pförtner  | 34            | 12            | 8             | 0             | 4                 | 0                 | 0                 | 0                 | 38       | 12     | 8           | 0          |
| H. Pitten    | 0             | 0             | 0             | 0             | 1                 | 0                 | 0                 | 0                 | 1        | 0      | 0           | 0          |
| D. Rehbein   | 16            | 1             | 1             | 0             | 2                 | 0                 | 0                 | 0                 | 18       | 1      | 1           | 0          |
| P. Ritter    | 9             | 0             | 0             | 0             | 0                 | 0                 | 0                 | 0                 | 9        | 0      | 0           | 0          |
| P. Seufert   | 27            | 2             | 0             | 0             | 2                 | 0                 | 0                 | 0                 | 29       | 2      | 0           | 0          |
| T. Woodcock  | 32            | 5             | 2             | 0             | 3                 | 2                 | 1                 | 0                 | 35       | 7      | 3           | 0          |